# Муск-Джамі
Муск-Джамі (Мускусна мечеть) — колишня кримськотатарська мечеть, яка була збудована в часи правління Узбек-хана в першій половині 14 століття. Розташована в Старому Криму Феодосійського району Автономної Республіки Крим.

## Історія
Будівля мала форму паралелограма, склепіння якого підтримувався стовпами. Два з них збереглися до наших днів. Над входом був напис, що прославляла Аллаха, а також свідчила, що мечеть побудована в дні царювання великого хана Узбека. Поруч із Мюск-Джамі перебувала медрессе — духовне училище. У його стінах вивчали Коран, астрономію, арабську мову, філософію.
Назва Мюск-Джамі перекладається як «мускусна мечеть». За легендою, цей цінний інгредієнт був доданий у розчин під час будівництві храму, що відображало неймовірне багатство купця. Згідно з повір'ям, після дощу можна відчути благородний аромат, що виходить від стін мечеті Мюск-Джамі.